# جمعية علم الأورام التكاملي
جمعية علم الأورام التكاملي (المختصرة SIO) (بالإنجليزية:Society for Integrative Oncology)، هي جَمعِيّةٌ مِهَنِيّة مُتَعَدّدة التّخصّصات مُكَرّسَة لِدِراسَة كَيفيّة تَطبيق الطب التكاملي القائِم على الأدِلّة في علاجِ السّرطان. تَأسّسَت فِي عام 2003 وهِي مُنظّمِة غَير رِبحيّة (منظمة 501(c)). كَانَ الرّئِيس المُؤَسّس لِـلجَمعيّةِ هُو بارِي كاسّيليث وفِي شَهَرِ أكتوبر عام 2013، عُيِّنت هِيذر جرينلي مِن جامعة كولومبيا رَئِيسًا. مُنذُ اجتماعِ الجَمعيّة فِي سنة 2020، أَصبحت رَئِيسَتُها تينغ باو مِن مَركَزِ ِميموريال سلون كيترينج للسّرطان . فِي كلّ خَريف، وبِدءًا مِن عامِ 2004، تَعقِدُ الجَمعِيّةُ مُؤتَمَرًا دُوَلِيًّا. مُن 2003 إِلى 2010، نَشَرَت الجَمعِيّةُ مَجلّة راجعها زملاء لهم (مراجعة الأقران): مِن 2003 إِلى 2005، كَانت بِعِنوَان «مجلة الطب التكاملي للسرطان»، وَبَعدَ ذلِك غُيِّرَ اسمِها إِلى «مجلة جمعية علم الأورام التكاملي».
| الاختصار       | SIO                               |
| تاريخ التأسيس  | 2003                              |
| المؤسس         | باري كاسيليث                      |
| النوع          | جمعية مهنية                       |
| الوضع القانوني | منظمة 501(c)                      |
| الغرض          | تطبيق الطب البديل على علم الأورام |
| الرئيس         | تينغ باو                          |
| الرئيس المنتخب | ليندا كارلسون                     |
| الرئيس السابق  | ليندا بالنيفيس                    |
| الموقع الرسمي  | https://integrativeonc.org        |

## روابط خارجية
الموقع الرسمي
جمعية علم الأورام التكاملي